# Warner Bros. Studios Leavesden
Les Warner Bros. Studios Leavesden (anciennement Leavesden Film Studios) sont des studios de cinéma appartenant à Warner Bros. Ils sont construits sur le site d'une ancienne usine aéronautique de la Seconde Guerre mondiale. Ils sont situés dans l'ouest du comté du Hertfordshire à environ 30 km au Nord-Ouest de Londres, juste au Nord de Watford. Il s'agit d'un des rares studios du Royaume-Uni où des productions importantes peuvent être réalisées. Leur superficie est d'environ 50 000 m2, surface à laquelle s'ajoute 320 000 m2 d'espaces extérieurs pouvant être utilisés comme plateaux de tournage.

## Historique
La construction de l'aérodrome de Leavesden commence en 1939 au début de la Seconde Guerre mondiale afin que la de Havilland Aircraft Company et Handley Page y construisent respectivement des chasseurs-bombardiers Mosquito et des bombardiers Halifax.
Après la guerre, le site est racheté par Rolls-Royce afin que la firme y poursuive la construction de moteurs d'avion fournissant du travail jusqu'à 3 000 personnes. En 1992, Rolls-Royce ayant cessé toute activité à Leavesden cherche à revendre le site mais ne trouve acquéreur. Il est alors laissé à l'abandon après avoir envisagée d'y ouvrir un hôtel avec terrain de golf.
En 1995, EON Productions, producteur du film GoldenEye, cherche un lieu de tournage en remplacement de celui des Pinewood Studios, alors surchargé. EON Productions loue le site pour la durée du tournage et le transforme rapidement en studios.
En 1999, MEPC plc (en), une société immobilière londonienne rachète le site à Rolls-Royce,.
En 2000, Heyday Films y effectue le tournage de Harry Potter à l'école des sorciers pour le compte de Warner Bros. qui loue alors le site à MEPC.
Au cours des dix années suivantes, tous les films de la série Harry Potter seront tournés dans les studios de Leavesden. Quelques autres films, principalement des productions Warner Bros., sont tournés dans ces studios, mais la majorité du site est consacrée uniquement au tournage des Harry Potter.
En novembre 2010, Warner Bros. achète les plateaux de tournage pour en faire sa base permanente en Europe, prévoyant d'y investir environ 100 000 000 £ afin de les rénover complètement,.
En 2012, la compagnie a mis en place une visite guidée des décors de la série de films Harry Potter.
En juin 2017, la production du film Tomb Raider y effectue ses derniers jours de tournage.

## Warner Bros. Studio Tour London

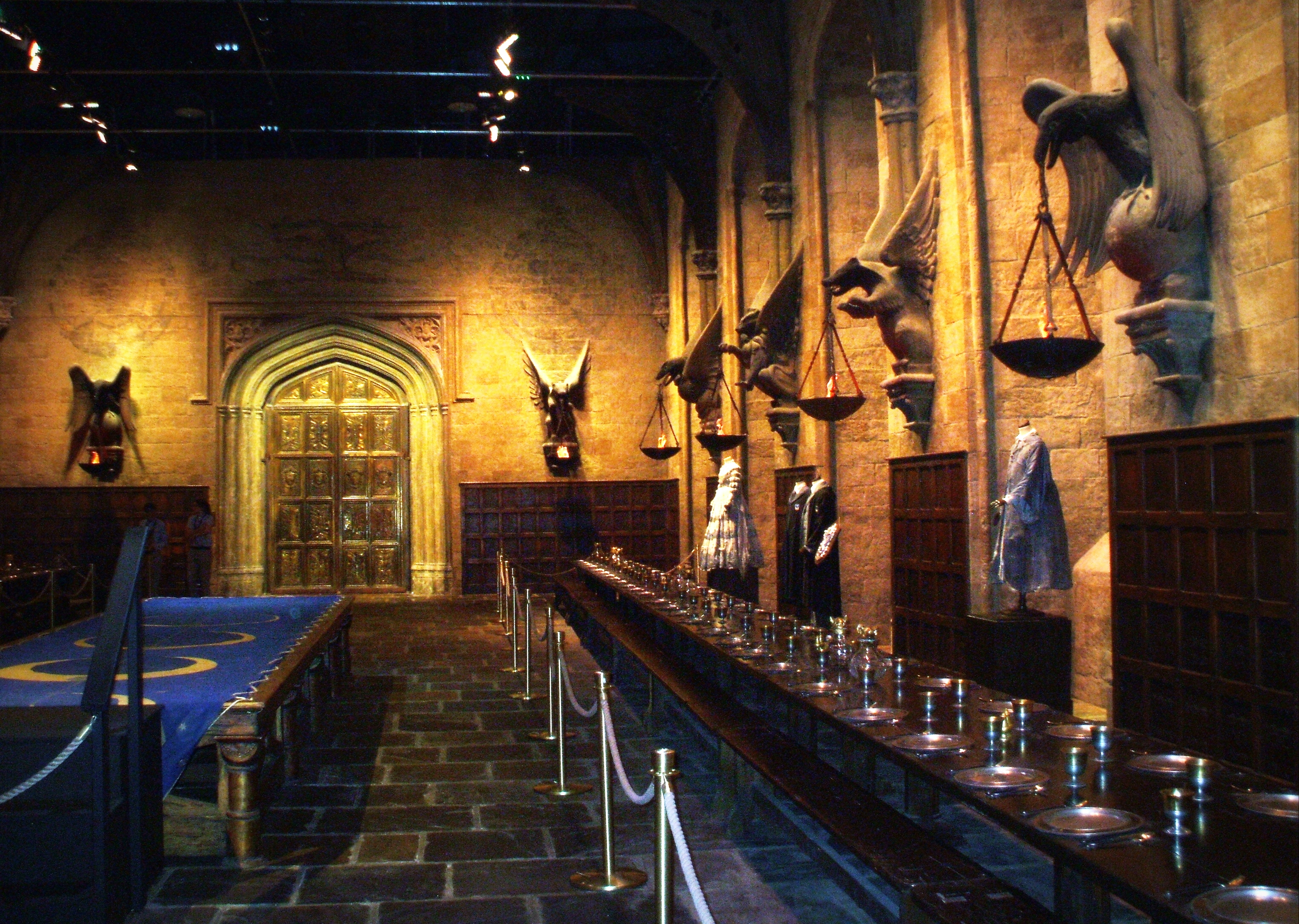
Plateau de tournage du Grand Hall de Poudlard.

Un circuit de visite du studio, le Warner Bros. Studio Tour London (ou The Making of Harry Potter), s'est ouvert au public le 31 mars 2012, avec une grande cérémonie d'ouverture où étaient présents de nombreux membres des équipes ayant participé aux films de la série Harry Potter, tels que Rupert Grint, Tom Felton, Bonnie Wright, Evanna Lynch, Warwick Davis, David Thewlis, Helen McCrory, George Harris, Nick Moran, Natalia Tena, David Bradley, Alfie Enoch, Harry Melling, David Heyman, David Barron, David Yates, Alfonso Cuaron, et Mike Newell,.
Chacune de ces visites dure environ trois heures, ce qui permet au studio d'accueillir quelque 5 000 visiteurs chaque jour. En dépit du fait que Warner Bros. est bien le studio derrière la série de films sur Harry Potter, la visite des studios n'est pas conçue comme un parc à thème, du fait que c'est Universal Studios qui a obtenu les droits pour créer les parcs à thème liés à Harry Potter, tels que The Wizarding World of Harry Potter, à Orlando, en Floride.